# Nikola Tomičić
Nikola Tomičić (Spalato, 16 aprile 1973) è un allenatore di calcio a 5 ed ex giocatore di calcio a 5 croato.

## Carriera
Come massimo riconoscimento in carriera vanta la partecipazione al FIFA Futsal World Championship 2000 in cui la nazionale croata – al debutto nella competizione – è stata eliminata nel girone del secondo turno comprendente Spagna, Portogallo e Paesi Bassi. Inoltre, Tomičić ha disputato due edizioni del campionato europeo (1999 e 2001).